# Revolutionsexport
Als Revolutionsexport wird sowohl die unbeabsichtigte als auch die kalkulierte oder manipulierte Ausbreitung einer Revolution in ein anderes Land bezeichnet. Darüber hinaus unterscheidet man zwischen Revolutionsexport durch direkte Intervention oder durch indirekte Unterstützung subversiver Kräfte (wie im sogenannten Stellvertreterkrieg).
Dabei kann es sich um verschiedene Formen einer revolutionären gesellschaftlichen Veränderung handeln, so stellt z. B. die Ausbreitung der Reformation im 16. Jahrhundert zuerst eine religiöse Revolution und nachfolgend eine soziale Revolution dar, zweifellos begleitet von wesentlichen politischen Veränderungen und einer Revolution der Bauern (Bauernkrieg). Messianische Bewegungen können ebenfalls als religiöser Revolutionsexport angesehen werden. Die industrielle Revolution wiederum wurde im 19. Jahrhundert vor allem durch die Eisenbahn exportiert.

## Bürgerlich-demokratische Revolution
Im eigentlichen Sinne aber führte die Verbreitung der Ideen der Französischen Revolution (Freiheit, Gleichheit, Brüderlichkeit) seit 1789 erstmals zu einem Revolutionsexport großen Ausmaßes und zugleich einem der wenigen erfolgreichen Revolutionsexporte der Geschichte.
Zunächst war die 1790 von Revolutionären in den Österreichischen Niederlanden parallel errichtete Republik der Vereinigten Belgischen Staaten wieder unterdrückt worden.

### Frankreich
Die ab 1792 in die Nachbarländer vordringenden revolutionären Volksheere der Republik Frankreich führten ab 1792 zur Errichtung der Raurakischen Republik, der Mainzer Republik, 1794 zu einem Aufstand in Polen und ab 1795 zur Errichtung bzw. zum Gründungsversuch zahlreicher weiterer Satelliten- und Tochterrepubliken (républiques sœurs), z. B.:
- Cisalpinische Republik (Cispadanische Republik und Transpadanische Republik) bzw. Italienische Republik
- Cisrhenanische Republik (Linkes Rheinufer)
- Ligurische Republik (Genua)
- Batavische Republik (Niederlande)
- Helvetische Republik (Schweiz)
- Römische Republik (Kirchenstaat)
- Parthenopäische Republik (Neapel)
- weitere

### Polen und andere
Von Frankreich gingen auch nach der Julirevolution von 1830 wieder revolutionäre Impulse aus. Bis 1832 folgten unter anderem die Belgische Revolution, der Novemberaufstand in Polen und Erhebungen in Italien, jedoch nur indirekt und nicht im eigentlichen Sinne eines Revolutionsexports. Durch die französische Februarrevolution 1848 erneut ausgelöst, trug aber auch Polnischer Messianismus bei den Verfassungskämpfen und nationalen Befreiungsrevolutionen von 1848/49 wesentlich zu deren Ausbreitung in ganz Europa mit bei.
Der italienische Revolutionär Giuseppe Garibaldi wiederum beteiligte sich an zahlreichen Revolutionen und Freiheitskämpfen in Südamerika.
Die (nationalen) Revolutionen gingen zwar verloren, doch die Idee des Kommunismus und der kommunistischen Revolution wurde geboren (Kommunistisches Manifest 1848). Die kommunistisch beeinflusste Russische Revolution 1905 wiederum löste 1905/11 die bürgerlich-demokratische Konstitutionelle Revolution im Iran aus und diese beeinflusste dann 1908/09 die Revolution der Jungtürken im Osmanischen Reich wesentlich.

### USA
Aus US-amerikanischer Sicht war der Ausbruch der Französischen Revolution seinerseits das Ergebnis eines Revolutionsexports, nachdem aus den USA vom Unabhängigkeitskrieg zurückkehrende französische Truppen freiheitliche Ideen mitgebracht hätten.

## Sozialistische Revolution
Während des Ersten Weltkrieges schien 1917 nicht nur der Sieg einer Oktoberrevolution in Sowjetrussland, sondern auch der Sieg der Weltrevolution in den anderen kriegsführenden Staaten möglich, da durch den Krieg und interne Nationalitätenkonflikte auch in allen Staaten eine revolutionäre Situation entstanden war. Trotz Meutereien in Frankreich sprang der revolutionäre Funke 1918 jedoch zunächst nur auf Deutschland über. Der deutschen Novemberrevolution waren Verbrüderungen deutscher und russischer Truppen sowie eine ungeschickte Schaukelpolitik des Kaiserreichs gegenüber den Sowjets vorausgegangen, nicht jedoch ein Revolutionsexport der damals noch zu schwachen Sowjets. Der Kampf um die Errichtung einer Räterepublik auch in Deutschland ging daher 1919 verloren.

### Sowjetunion
Im Russischen Bürgerkrieg provozierten die russischen Kommunisten weitere Aufstände zunächst mit dem Ziel, die antisowjetische Front zu schwächen. Im Rahmen ihrer Gegenoffensive ab 1920 an allen Fronten versuchte sie darüber hinaus, Russland mit einem Schutzgürtel kommunistischer Satellitenrepubliken zu umgeben, die später als Pufferzone dienen sollten (z. B. die Iranische Sowjetrepublik). Letztere wurden durch direkten Einmarsch sowjetischer Truppen geschaffen, aber auch die kommunistische Revolution in Ungarn 1919 ist das Ergebnis eines Revolutionsexport und führte dort wiederum zu einem vergeblichen Revolutionsexport in die Slowakei. Alle diese Versuche, die Revolution direkt oder indirekt zu importieren, scheiterten bis spätestens 1921. Besonders die russische Niederlage vor Warschau im Polnisch-Sowjetischen Krieg und das Misslingen der Errichtung einer Polnischen Sowjetrepublik markierte dieses Scheitern deutlich. Allein in der Äußeren Mongolei führte der sowjetische Einmarsch 1921/24 tatsächlich zur Errichtung eines dauerhaften kommunistischen Satellitenstaates (Mongolische Volksrepublik bis 1990), doch dort hatte der russische Einfluss bereits vor der Oktoberrevolution dominiert.
Dennoch wurden die Versuche, die russische Revolution zu exportieren, fortgeführt. Eine tragende Rolle kam hierbei der Komintern und der GRU zu. Im November 1923 wurde in Deutschland ein Umsturzversuch unternommen, der aber bereits in den ersten Ansätzen scheiterte. Am 1. Dezember 1924 brach ein von der GRU organisierter Staatsstreich in Estland binnen eines Tages zusammen. In China führte das sowjetische Vorbild seit den 1920er Jahren zur Gründung der Chinesischen Sowjetrepublik, die aber ab 1927 von der erstarkten Kuomintang fast völlig zerschlagen wurde. Damit war der letzte verbliebene sowjetische Exportversuch gescheitert.
Die faktisch auf sich gestellten chinesischen Kommunisten unter Mao konnten erst nach dem Zweiten Weltkrieg ihre Macht festigen und entzogen sich schon bald wieder dem sowjetischen Einfluss.
Der in Europa und den Vereinigten Staaten befürchtete Revolutionsexport blieb zwar aus, war allerdings weiterhin ein Argument in antisowjetischen Bedrohungsszenarien. Nach dem chinesischen Debakel begann unter Federführung Stalins endgültig die Abkehr der KPR(b) von der Idee der Weltrevolution. Josef Stalin verfolgte eine Politik des rücksichtslosen Aufbaus des Sozialismus in der Sowjetunion selbst. Erst nach ihrem Sieg im Zweiten Weltkrieg konnte die Sowjetunion zahlreiche neue Satellitenrepubliken an ihren Grenzen gründen, die vor allem der Absicherung der Sowjetunion gen Westen dienen sollten.
Wie einst die Tochterrepubliken auf den französischen Bajonetten, entstanden nun „Volksrepubliken“ auf sowjetischen Bajonetten. 1946 zog sich die Sowjetunion zwar aus Sinkiang und der Mandschurei sowie Iranisch-Āserbāidschān und Mahabad (Iranisch-Kurdistan) zurück, 1948 wurden aber in der Tschechoslowakei, in Polen, Ungarn, Bulgarien, Rumänien und Nordkorea erfolgreich kommunistische Regimes installiert. 1949 wurde auch auf dem Gebiet der Sowjetischen Besatzungszone in Deutschland und in China eine „Volksrepublik“ errichtet. Der sowjetische Revolutionsexport fand damit einen erneuten Anschluss, er diente seit 1927 hauptsächlich geostrategischen Zielen.
Das letzte Kapitel erfolgreichen sowjetischen Revolutionsexports stellt der Unabhängigkeitskampf Vietnams dar. Hier konnte erst nach zwei langen Kriegen (Indochinakrieg, Vietnamkrieg) im Jahr 1976 eine vereinigte Volksrepublik geschaffen werden, die unter starkem sowjetischen Einfluss stand.

### China und Kuba
Um 1960 wurde Kuba auf Betreiben Fidel Castros ein sozialistischer Staat, nachdem die Vereinigten Staaten aus hegemonialpolitischen Gründen eine wirtschaftliche Zusammenarbeit mit den kubanischen Revolutionären abgelehnt hatten und den Sturz Castros vorbereiteten. Die Volksrepublik China löste sich aus der sowjetischen Vorherrschaft. Diese beiden Staaten betrieben in den nächsten Jahren und Jahrzehnten im Gegensatz zur Sowjetunion wieder einen massiven und von Moskau unkontrollierten Revolutionsexport, der jedoch fast überall scheiterte. Ernesto Che Guevara, der bereits im Kongo vergeblich an einem Umsturz mitgearbeitet hatte, wurde 1967 bei dem Versuch, den kubanischen Sozialismus nach Bolivien zu exportieren, getötet. Kubanische Revolutionäre wirkten auch in Guevaras Heimat Argentinien vergeblich, bis 1989 standen kubanische Truppen in Angola, Äthiopien und vielen anderen lateinamerikanischen, afrikanischen und asiatischen Staaten. Der vermeintliche Revolutionsexport nach Grenada wurde 1983 durch eine US-Invasion auf diese Insel unterbunden.
Ebenso unterstützte China, das zunächst auch die Weltrevolution nicht aufgegeben hatte, in den 1960ern massiv maoistische und kommunistische Rebellen in Asien und Afrika, z. B. in Peru (Leuchtender Pfad und Volksrepublik Ayacucho), den Philippinen, Nepal (bis heute), Indien, Malaysia, Irak (1959), Burma, Laos und Kambodscha. Im Falle der letzteren beiden Staaten war der Revolutionsexport von Vietnam aus 1975 erfolgreich. Im Gegensatz zu Vietnam standen diese beiden Staaten unter starkem chinesischen Einfluss. Ein extremes Beispiel der Auswirkungen chinesischen Revolutionsexports stellt die Errichtung des Steinzeitregimes der Roten Khmer in Kambodscha dar, das von 1975 bis 1978 von China unterstützt wurde.

## Islamische Revolution
Ebenfalls in den 1960ern setzten von der Sowjetunion, China und Kuba unterstützte Regimes in arabischen Staaten zum Export ihrer panarabischen und islamisch-sozialistischen Ideen an, allen voran Ägyptens Präsident und Revolutionsführer Gamal Abdel Nasser. Bereits 1954 hatte die nationale Revolution in Ägypten den antikolonialen Aufstand in Algerien mitverursacht, was Frankreich (zusammen mit Großbritannien und Israel) 1956 zum erfolglosen Angriff auf Ägypten veranlasst hatte.

### Arabischer Sozialismus
1962 intervenierten ägyptische Truppen in Nordjemen, um die dort von Nasseristen errichtete Republik gegen jemenitische und saudische Monarchisten zu verteidigen; Irak errichtete 1990 auf irakischen Bajonetten die kurzlebige „Republik Kuwait“. Vor allem aber Libyens Revolutionsführer Muammar al-Gaddafi sah sich seit Nassers Tod (1970) als dessen Nachfolger und inszenierte zahllose republikanische Umsturzversuche und revolutionäre Aufstände in Marokko („Republik Marokko“), Sudan, Aceh (Indonesien), Mindanao (Philippinen) und in Trinidad und Tobago. Im Nachbarland Tschad griffen die Libyer mehrmals vergeblich ein (→Libysch-Tschadischer Grenzkrieg), trugen aber letztlich zum Sturz mehrerer Regimes mit bei.

### Iran
Die meiste internationale Beachtung fanden die seit 1979 von der Islamischen Revolution in der Islamischen Republik Iran ausgehenden Revolutionsexportversuche. Am 15. November 1979 berichtete Botschafter Schlagintweit aus Dschidda:

„Während des Höhepunkts der Pilgerfahrt Ende Oktober/Anfang November kam es an den Heiligen Stätten zu Zusammenstößen zwischen iranischen Pilgern und saudischen Sicherheitskräften. Wie ich aus zuverlässigen Quellen höre, haben iranische Pilgergruppen mit Spruchbändern und Volksreden an verschiedenen Plätzen Mekkas und Medinas für eine 'islamische Republik' Propaganda gemacht, die dem iranischen Modell folgend und von Mekka ausgehend die Halbinsel und schließlich die ganze islamische Welt erfassen soll.“

Schiitisch ausgerichtet, hatte das Mullah-Regime fast gleichzeitig mit der Machtübernahme in Teheran 1979 die Ausweitung der Islamischen Revolution zunächst auch in den ebenfalls mehrheitlich schiitischen Irak, Nordjemen und ab 1982 in den Libanon beabsichtigt. Umsturzversuche jedoch scheiterten, und ab 1980 griff der Irak im Gegenzug den Iran an (Erster Golfkrieg). Die faktische Niederlage Irans 1988 offenbarte das Scheitern des Exports der Islamischen Revolution, insofern kommt Saddam Hussein das „Verdienst“ zu, sie vom Irak und der übrigen islamischen Welt ferngehalten zu haben. Zwar rief Irans Revolutionsführer Ajatollah Ruhollah Chomeini auch den sowjetischen Staats- und Parteichef Gorbatschow zur Annahme des Islam und zur Umwandlung der UdSSR in eine „Union der Islamischen Sowjetrepubliken“ auf, der von der Sowjetunion befürchtete Revolutionsexport in die islamischen Republiken Mittelasiens blieb jedoch aus.
Mit Chomeinis Tod 1989 schien der Revolutionsexport zu den Akten gelegt, doch schon 1991 (nach der Niederlage des Iraks im Zweiten Golfkrieg) versuchte der Iran erneut, mit massiver Unterstützung irakischer Aufständischer durch eigene Truppen, auch im Irak die Islamische Revolution zum Sieg zu führen. Das algerische Regime warf dem Iran 1992 eine ähnliche, gegen Algier gerichtete Politik vor. Seit dem Dritten Golfkrieg beschuldigen auch die USA Iran des erneut versuchten Revolutionsexports nach Irak. Trotz der Abkehr Teherans vom Revolutionsexport hat die Zahl der Anhänger und Befürworter der Islamischen Revolution stattdessen vor allem in Ägypten stark zugenommen, eine ausreichende revolutionäre Situation ist dort jedoch noch nicht entstanden.

## Sonderfall Afghanistan
Als Nachbarland sowohl Irans als auch der ehemaligen Sowjetunion traf Afghanistan 1979 das Schicksal, Opfer gleich zweier (gescheiterter) Revolutionsexporte zu sein. Die Kommunisten in Moskau hatten mit einem außenpolitischen Erfolg von innenpolitischen Problemen (Stagnation unter Breschnew) ablenken wollen und im April 1978 mit der Saurrevolution eine kommunistische Marionettenregierung durch die Demokratische Volkspartei Afghanistans in Kabul installiert, die sich bald in zwei Fraktionen spaltete. Dagegen erhob sich die muslimische Bevölkerung nach dem Vorbild Irans und mit direkter iranischer Unterstützung (bewaffnete Freiwillige, Hilfszahlungen) zum bewaffneten Aufstand. Die Sowjetunion ihrerseits sah sich daher anderthalb Jahre nach dem Putsch zur direkten Intervention zugunsten der Regierung in Kabul gezwungen.
Nach einem jahrelangen Bürgerkrieg zwischen Kommunisten und Mudschaheddin in Afghanistan zog die Sowjetarmee 1988 ab, die Mudschaheddin besiegten 1992 die Kommunisten und wurden selbst 1996 von den sunnitischen Taliban besiegt. Sowohl der wiederaufgenommene kommunistische Revolutionsexport der Sowjetunion als auch die schiitische Islamische Revolution des Iran waren gescheitert.